# Maskar
Maskar (en serbe cyrillique : Маскар) est un village de Serbie situé dans la municipalité de Topola, district de Šumadija. Au recensement de 2011, il comptait 206 habitants.

## Démographie
| 1948 | 1953 | 1961 | 1971 | 1981 | 1991 | 2002 | 2011 |
| ---- | ---- | ---- | ---- | ---- | ---- | ---- | ---- |
| 560  | 583  | 502  | 416  | 362  | 311  | 236  | 206  |

|  |